# Меррілл (Мен)
Меррілл (англ. Merrill) — місто (англ. town) в США, в окрузі Арустук штату Мен. Населення — 208 осіб (2020).

## Демографія
Згідно з переписом 2010 року, у місті мешкали 273 особи в 104 домогосподарствах у складі 77 родин. Було 149 помешкань
Расовий склад населення:
| - 93,4 % — білих - 4,4 % — корінних американців - 1,5 % — чорних або афроамериканців |

До двох чи більше рас належало 0,7 %. Частка іспаномовних становила 1,1 % від усіх жителів.
За віковим діапазоном населення розподілялося таким чином: 23,8 % — особи молодші 18 років, 62,6 % — особи у віці 18—64 років, 13,6 % — особи у віці 65 років та старші. Медіана віку мешканця становила 45,1 року. На 100 осіб жіночої статі у місті припадало 102,2 чоловіків;  на 100 жінок у віці від 18 років та старших — 100,0 чоловіків також старших 18 років.
Середній дохід на одне домашнє господарство  становив 40 834 долари США (медіана — 27 500), а середній дохід на одну сім'ю — 53 925 доларів (медіана — 46 875). Медіана доходів становила 31 667 доларів для чоловіків та 29 792 долари для жінок. За межею бідності перебувало 22,6 % осіб, у тому числі 15,0 % дітей у віці до 18 років та 44,9 % осіб у віці 65 років та старших.
Цивільне працевлаштоване населення становило 103 особи. Основні галузі зайнятості: освіта, охорона здоров'я та соціальна допомога — 35,0 %, виробництво — 11,7 %, роздрібна торгівля — 10,7 %.